# Gran Premi dels Estats Units del 2014
El Gran Premi dels Estats Units de Fórmula 1 de la temporada 2014 s'ha disputat al Circuit d'Austin, del 31 d'octubre al 2 de novembre del 2014.

## Resultats de la qualificació
| Pos                  | No | Pilot             | Constructor          | Part 1   | Part 2   | Part 3   | Sortida |
| -------------------- | -- | ----------------- | -------------------- | -------- | -------- | -------- | ------- |
| 1                    | 6  | Nico Rosberg      | Mercedes             | 1:38.303 | 1:36.290 | 1:36.067 | 1       |
| 2                    | 44 | Lewis Hamilton    | Mercedes             | 1:37.196 | 1:37.287 | 1:36.443 | 2       |
| 3                    | 77 | Valtteri Bottas   | Williams-Mercedes    | 1:38.249 | 1:37.499 | 1:36.906 | 3       |
| 4                    | 19 | Felipe Massa      | Williams-Mercedes    | 1:37.877 | 1:37.347 | 1:37.205 | 4       |
| 5                    | 3  | Daniel Ricciardo  | Red Bull-Renault     | 1:38.814 | 1:37.873 | 1:37.244 | 5       |
| 6                    | 14 | Fernando Alonso   | Ferrari              | 1:38.349 | 1:38.010 | 1:37.610 | 6       |
| 7                    | 22 | Jenson Button     | McLaren-Mercedes     | 1:38.574 | 1:38.024 | 1:37.655 | 121     |
| 8                    | 20 | Kevin Magnussen   | McLaren-Mercedes     | 1:38.557 | 1:38.047 | 1:37.706 | 7       |
| 9                    | 7  | Kimi Räikkönen    | Ferrari              | 1:38.669 | 1:38.263 | 1:37.804 | 8       |
| 10                   | 99 | Adrian Sutil      | Sauber-Ferrari       | 1:38.855 | 1:38.378 | 1:38.810 | 9       |
| 11                   | 13 | Pastor Maldonado  | Lotus-Renault        | 1:38.608 | 1:38.467 |          | 10      |
| 12                   | 11 | Sergio Pérez      | Force India-Mercedes | 1:39.200 | 1:38.554 |          | 11      |
| 13                   | 27 | Nico Hülkenberg   | Force India-Mercedes | 1:38.931 | 1:38.598 |          | 13      |
| 14                   | 26 | Daniïl Kviat      | Toro Rosso-Renault   | 1:38.936 | 1:38.699 |          | 172     |
| 15                   | 25 | Jean-Éric Vergne  | Toro Rosso-Renault   | 1:39.250 |          |          | 14      |
| 16                   | 21 | Esteban Gutiérrez | Sauber-Ferrari       | 1:39.555 |          |          | 15      |
| 17                   | 1  | Sebastian Vettel  | Red Bull-Renault     | 1:39.621 |          |          | PL3     |
| 18                   | 8  | Romain Grosjean   | Lotus-Renault        | 1:39.679 |          |          | 16      |
| 107% temps: 1:43.999 |    |                   |                      |          |          |          |         |
| Font:                |    |                   |                      |          |          |          |         |

Notes
- ^1  — Jenson Button va ser penalitzat amb 5 llocs a la graella de sortida per substituir la caixa de canvi.[1]
- ^2  — Daniïl Kviat va ser penalitzat amb 10 llocs a la graella de sortida per substituir el motor del seu Toro Rosso.[1]
- ^3  — Sebastian Vettel va ser penalitzat a sortir des del pit lane per excedir el nombre de canvis de la unitat de potència al llarg de la temporada.[1][2]

## Resultats de la Cursa
| Pos   | No | Pilot             | Constructor          | Voltes | Temps / Retirada | Pos.Sortida | Punts |
| ----- | -- | ----------------- | -------------------- | ------ | ---------------- | ----------- | ----- |
| 1     | 44 | Lewis Hamilton    | Mercedes             | 56     | 1h 40' 04. 785   | 2           | 25    |
| 2     | 6  | Nico Rosberg      | Mercedes             | 56     | + 4.314 s        | 1           | 18    |
| 3     | 3  | Daniel Ricciardo  | Red Bull-Renault     | 56     | + 25.560 s       | 5           | 15    |
| 4     | 19 | Felipe Massa      | Williams-Mercedes    | 56     | + 26.924 s       | 4           | 12    |
| 5     | 77 | Valtteri Bottas   | Williams-Mercedes    | 56     | + 30.992 s       | 3           | 10    |
| 6     | 14 | Fernando Alonso   | Ferrari              | 56     | + 1:35.231 min.  | 6           | 8     |
| 7     | 1  | Sebastian Vettel  | Red Bull-Renault     | 56     | + 1:35.734 min.  | PL          | 6     |
| 8     | 20 | Kevin Magnussen   | McLaren-Mercedes     | 56     | + 1:40.682 min.  | 7           | 4     |
| 9     | 13 | Pastor Maldonado  | Lotus-Renault        | 56     | + 1:47.870 min.  | 10          | 2     |
| 104   | 25 | Jean-Éric Vergne  | Toro Rosso-Renault   | 56     | + 1:48.863 min.  | 14          | 1     |
| 11    | 8  | Romain Grosjean   | Lotus-Renault        | 55     | + 1 Volta        | 16          |       |
| 12    | 22 | Jenson Button     | McLaren-Mercedes     | 55     | + 1 Volta        | 12          |       |
| 13    | 7  | Kimi Räikkönen    | Ferrari              | 55     | + 1 Volta        | 8           |       |
| 14    | 21 | Esteban Gutiérrez | Sauber-Ferrari       | 55     | + 1 Volta        | 15          |       |
| 15    | 26 | Daniïl Kviat      | Toro Rosso-Renault   | 55     | + 1 Volta        | 17          |       |
| Ret   | 27 | Nico Hülkenberg   | Force India-Mercedes | 16     | Motor            | 13          |       |
| Ret   | 11 | Sergio Pérez      | Force India-Mercedes | 1      | Col·lisió        | 11          |       |
| Ret   | 99 | Adrian Sutil      | Sauber-Ferrari       | 0      | Col·lisió        | 9           |       |
| Font: |    |                   |                      |        |                  |             |       |

Notes:
- ^4  — Jean-Éric Vergne va ser penalitzat amb 5 segons al finalitzar la cursa (baixant fins a la 10a posició final) per tocar-se amb el monoplaça de Romain Grosjean i considerar-se l'avançament perillós.[4]